# Friedrich Wilhelm von Roeder
Friedrich Wilhelm von Roeder (* 18. Januar 1719 auf Parnehnen; † 15. März 1781 in Rothsürben) war ein preußischer Generalmajor, Generalinspekteur der niederschlesischen Reiter-, Dragoner- und Husarenregimenter. Er war Chef des Kürassierregiments Nr. 1, Amtshauptmann von Zechlin, Wittstock und Lindow sowie Lehn- und Gerichts-Herr von Rothsürben in Schlesien.

## Leben
Seine Eltern waren der Oberstleutnant und Kommandeur des Garnisonbataillons Nr. 2 Johann Dietrich von Roeder († 2. Februar 1736) und dessen Ehefrau Louise Charlotte, geborene von Graevenitz aus dem Haus Bazow. 
Im Jahr 1737 wurde Roeder Kornett im Kürassierregiment „Geßler“, 1738 wurde er Leutnant. Im Jahr 1750 wurde er Stabsrittmeister und 1751 Rittmeister. 1760 wurde er dann Oberstleutnant und Kommandeur des Regiments, 1764 wurde er Oberst. 1766 wurde er als Kommandeur in das Kürassierregiment „Schlabrendorf“ versetzt und 1767 zum Chef ernannt. Am 9. September 1769 wurde er zum Generalmajor befördert und 1770 zum Generalinspekteur der niederschlesischen Kavallerie.
Während des Ersten Schlesischen Krieges war er Adjutant des Generalfeldmarschalls Geßler. Roeder zeichnete sich besonders in der Schlacht bei Hohenfriedberg und bei Kesseldorf aus. In der Schlacht bei Prag wurde er am rechten Ellenbogen verwundet. Im Gefecht bei Chemnitz wurde er an den Händen verletzt und gefangen, aber schon bald wieder ausgetauscht. In der Schlacht bei Freiberg griff er mit dem Kürassierregiment „Schmettau“ ein Karree von acht Bataillonen an. Es gelang ihm, das Karree im dritten Angriff zu sprengen. Das Regiment machte zahlreiche Gefangene, dazu acht Fahnen, vier Kanonen und vier Haubitzen. Aber eine Kartätschenkugel hatte dabei seinen rechten Arm zerschmettert. Nach der Schlacht bei Torgau erhielt er den Orden Pour le Mérite.
Prinz Heinrich von Preußen widmete ihm eine Gedenktafel auf seinem Rheinsberger Obelisken.

## Familie
Roeder heiratete 1764 Leopoldine Ernestine von Schmeling (* 25. März 1736; † 14. Mai 1795). Aus der Ehe gingen mehrere Kinder hervor, darunter:
- Charlotte Wilhelmine Leopoldine (* 10. Mai 1765)
- Adolfine Luise Friedrike (* 17. November 1766)
- Friedrich Erhard Leopold (1768–1834) ⚭ Henriette Leopoldine von Bardeleben (* 24. Januar 1766; † 7. Dezember 1844)
- Leopoldine Margarethe (* 14. März 1769; † 1790) ⚭ 1789 Friedrich von Schuckmann (1755–1834)